# Trochochaeta kirkegaardi
Trochochaeta kirkegaardi är en ringmaskart som beskrevs av Pettibone 1976. Trochochaeta kirkegaardi ingår i släktet Trochochaeta och familjen Trochochaetidae. Inga underarter finns listade i Catalogue of Life.